# Sampetua
Sampetua is een bestuurslaag in het regentschap Humbang Hasundutan van de provincie Noord-Sumatra, Indonesië. Sampetua telt 515 inwoners (volkstelling 2010).